# Gran Parque de Diversiones Xetulul
Xetulul es un parque de atracciones en Guatemala. Se encuentra en el municipio de San Martín Zapotitlán, del departamento de Retalhuleu, en el suroeste del país. Inaugurado en 2002, es el tercer parque de atracciones más grande de América Latina, después de Beto Carrero World en Penha, Santa Catarina, Brasil y Six Flags México, cerca de la Ciudad de México. Xetutul está asociado con el cercano parque acuático Xocomil, que abrió en 1997. Ambos parques reciben más de un millón de visitantes cada año, lo que los convierte en la atracción turística más popular del país. Xetulul entró en el Top 15 de los parques de diversiones más visitados de Latinoamérica. Además de ser considerado como el mejor parque de diversiones de Centroamérica,  también fue el primer parque temático de Latinoamérica en ganar el prestigioso premio The Applause Award en 2008, el premio más importante que se le otorga a los parques de atracciones.

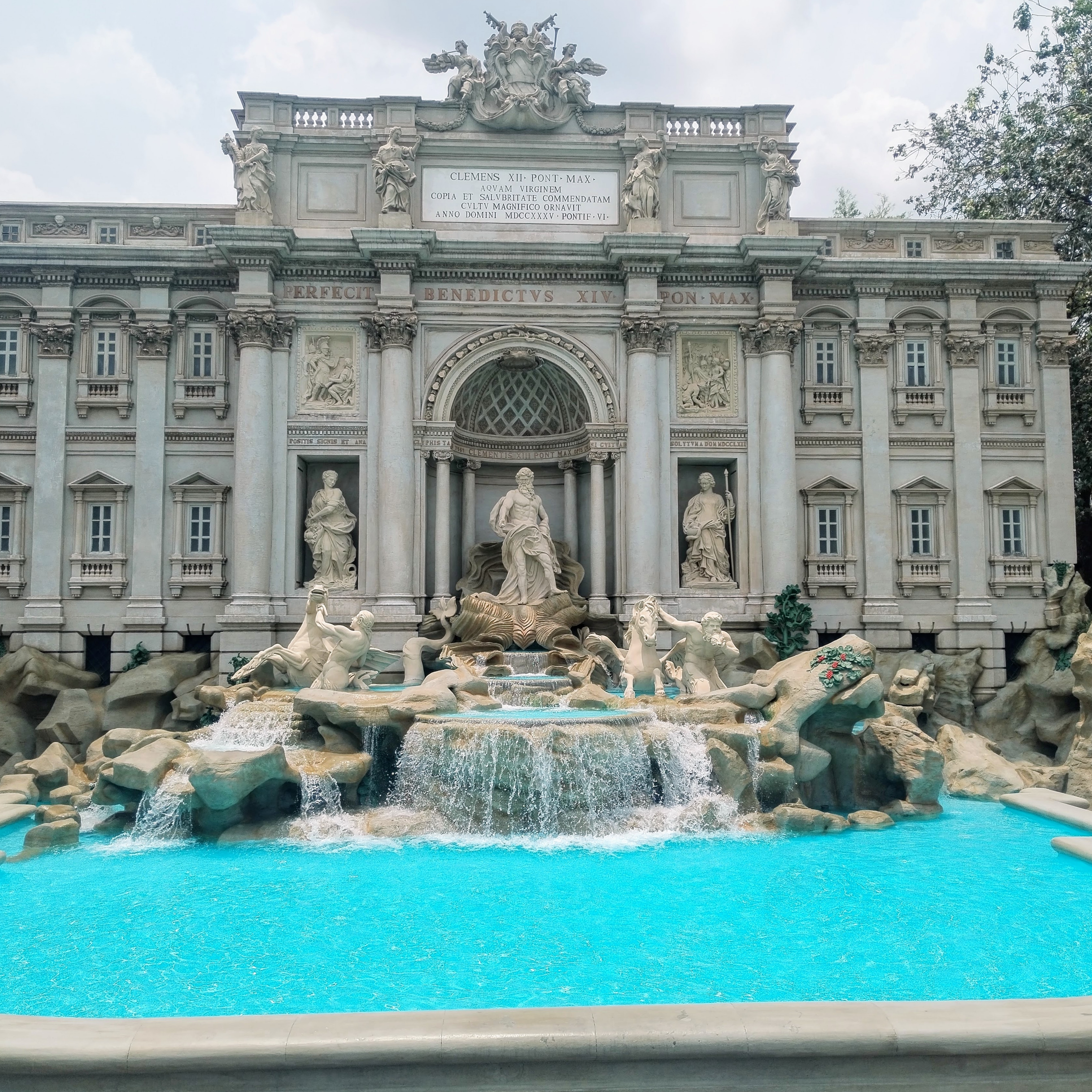
Réplica de la Fontana di Trevi en la Plaza Italia.

Xetulul y Xocomil están operados por el Instituto para la Recreación de Trabajadores de Industria Privados guatemaltecos (IRTRA), una compañía privada que opera muchos otros parques en Guatemala, así como restaurantes y hoteles cercanos. Tiene una capacidad para recibir 12,500 visitantes.

## Atracciones

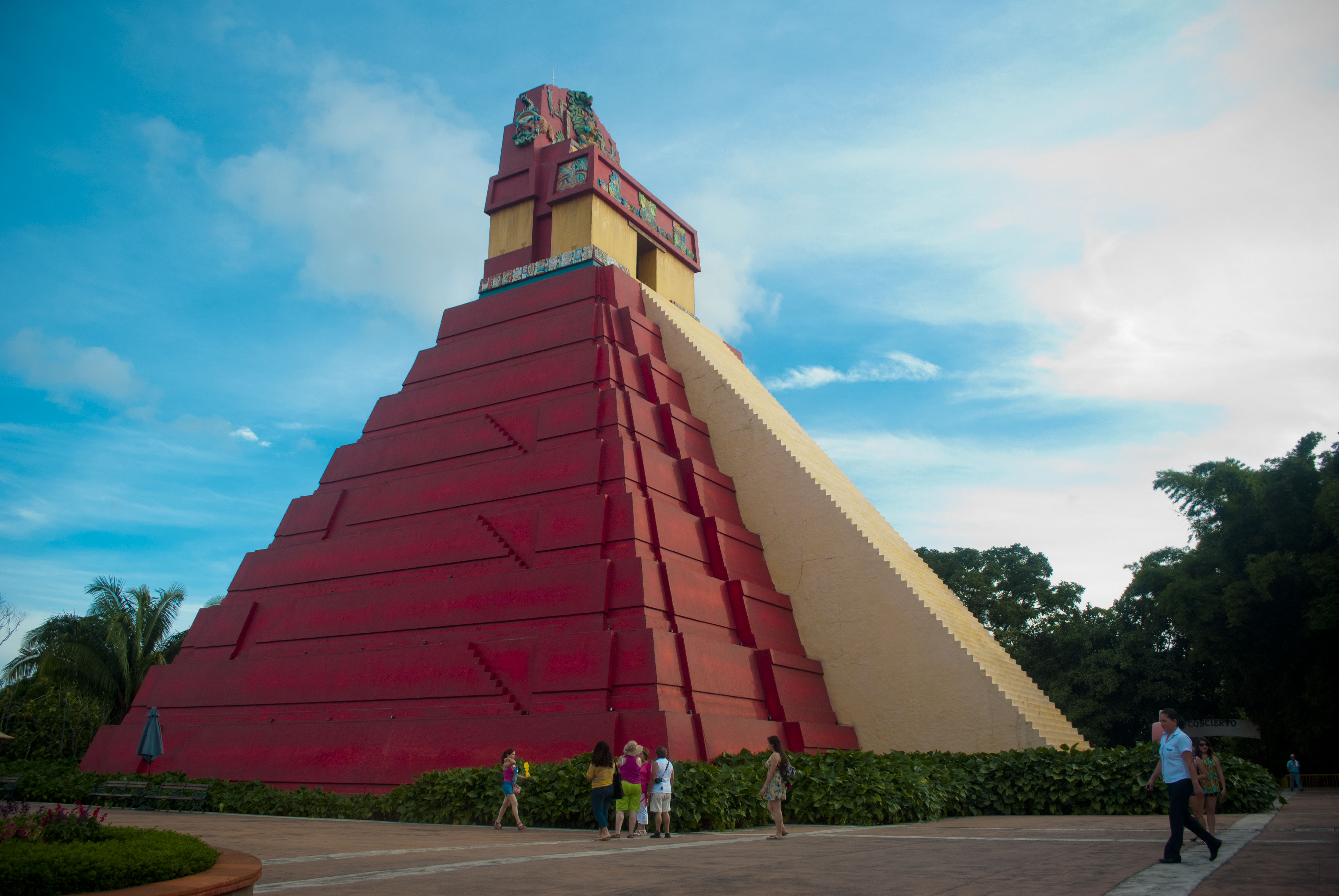
Réplica del Templo I de Tikal

Xetulul cuenta con un total de 25 atracciones y 9 plazas ambientadas:                                                                                                                                                                                                                                                                                                                                                                                                                                                         ( Plaza Chapina, Plaza Pueblo Guatemalteco, Plaza Maya, Plaza Alemania/Suiza, Plaza Pueblo Caribeño, Plaza Pueblo Fantasía, Plaza España, Plaza Italia y Plaza Francia dividas de la siguiente forma:

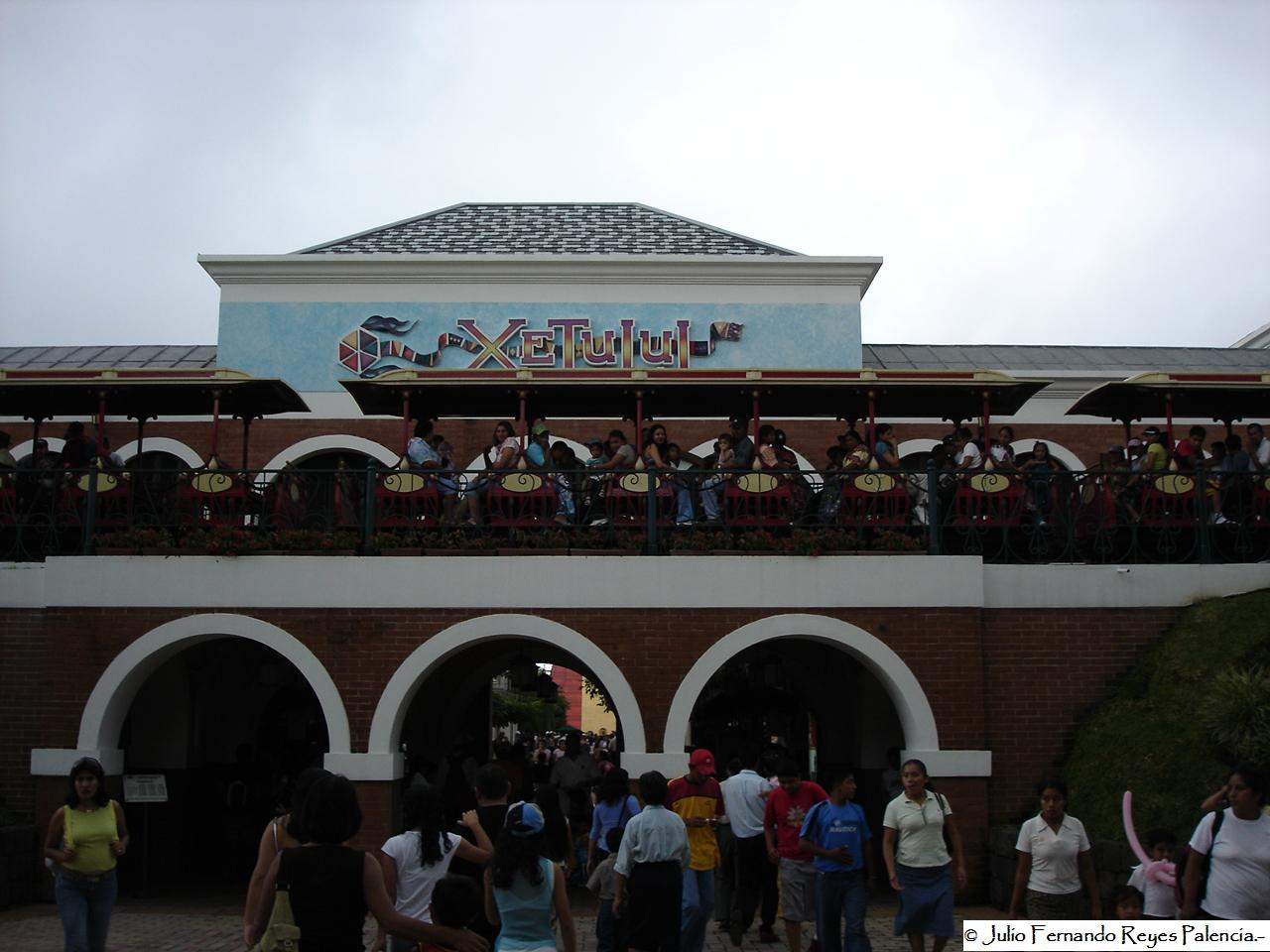
Tren Transcostero de Xetulul

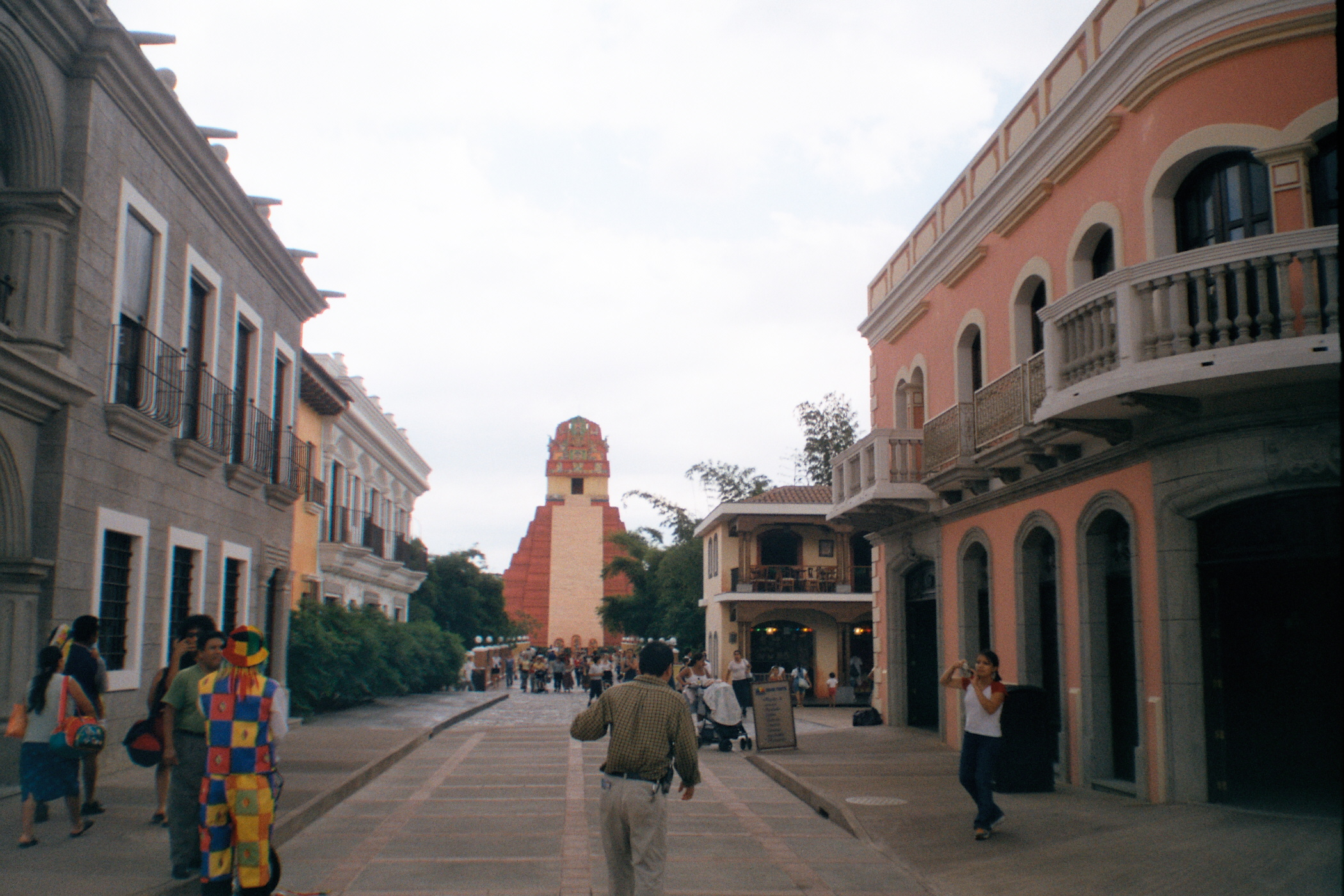
Plaza Chapina

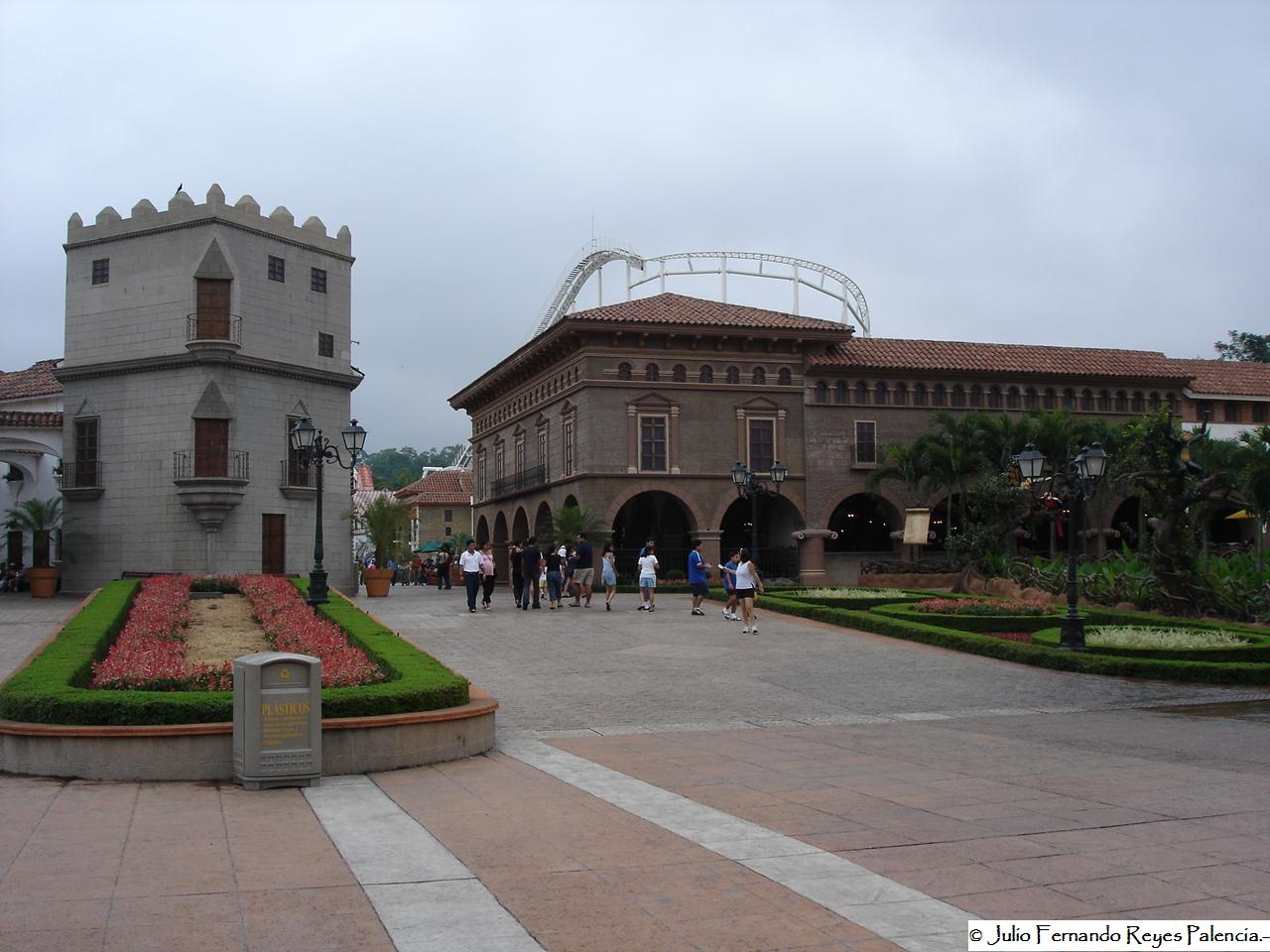
Plaza España

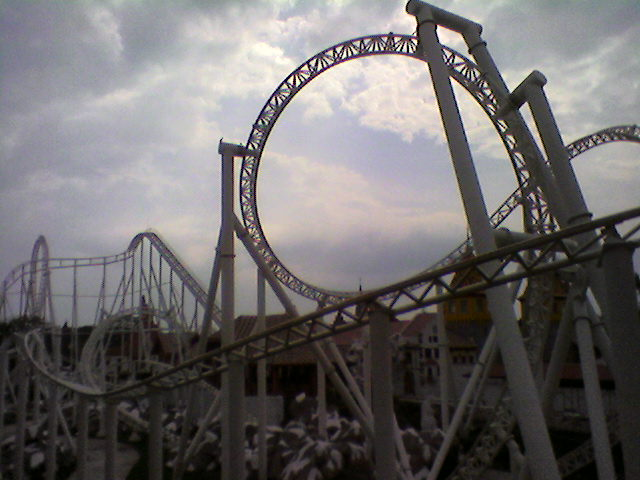
Montaña rusa la Avalancha.

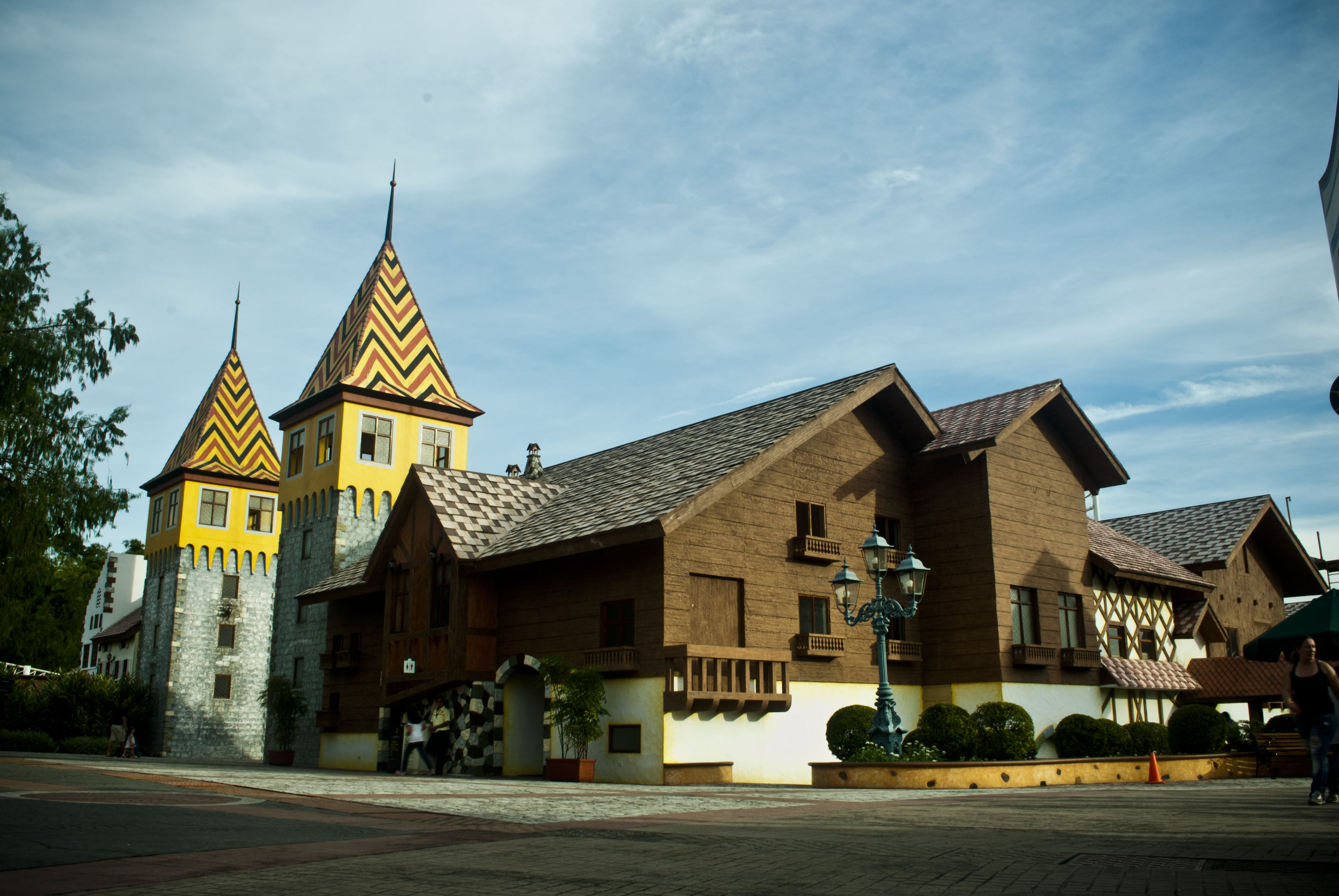
Plaza Alemania - Suiza

Xetutul cuenta con tres montañas rusas principales; Avalancha, una montaña rusa con ocho curvas (hasta septiembre de 2018, uno de quince montañas rusas en el mundo con 8 o más curvas y la montaña rusa más grande de América Central); Choconoy, una montaña rusa familiar más pequeño; y Ratón Feliz, una montaña rusa para niños construida en 2014. Xetutul También presenta el único  carrusel de dos pisos en América Central.  También dentro del parque circula un tren de vía estrecha de 2 pies (610 mm), Transcostero construido por Severn Lamb.
| Nombre               | Plaza                     |
| -------------------- | ------------------------- |
| El Mastil            | Plaza Pueblo Fantasía     |
| Club de Aviación     | Plaza Pueblo Fantasía     |
| Tren de la Alegría   | Plaza Pueblo Fantasía     |
| El Recreo            | Plaza Pueblo Fantasía     |
| Las Bailarinas       | Plaza Pueblo Fantasía     |
| Mariposas            | Plaza Pueblo Fantasía     |
| Estrugensen          | Plaza Alemania/Suiza      |
| La Avalancha         | Plaza Alemania/Suiza      |
| Los Corsarios        | Plaza Pueblo Caribeño     |
| La Balsita Loca      | Plaza Pueblo Caribeño     |
| Happy Swing          | Plaza Pueblo Caribeño     |
| Escuela para Pilotos | Plaza Pueblo Caribeño     |
| El Ratón Feliz       | Plaza Pueblo Caribeño     |
| El Choconoy          | Plaza Pueblo Guatemalteco |
| Jurakán              | Plaza Pueblo Guatemalteco |
| Transcostero         | Plaza Chapina             |
| Gran Frisby          | Plaza Chapina             |
| El Galeón            | Plaza España              |
| Sillas Voladoras     | Plaza España              |
| La Girandola         | Plaza Italia              |
| Góndola Salpicona    | Plaza Italia              |
| Pico Cervino         | Plaza Italia              |
| Carrusel             | Plaza Italia              |
| Carros Chocones      | Plaza Francia             |
| Xetulul Trenópolis   | Plaza Francia             |

### Asistencia
La siguiente tabla presenta los datos de asistencia de Xetulul:

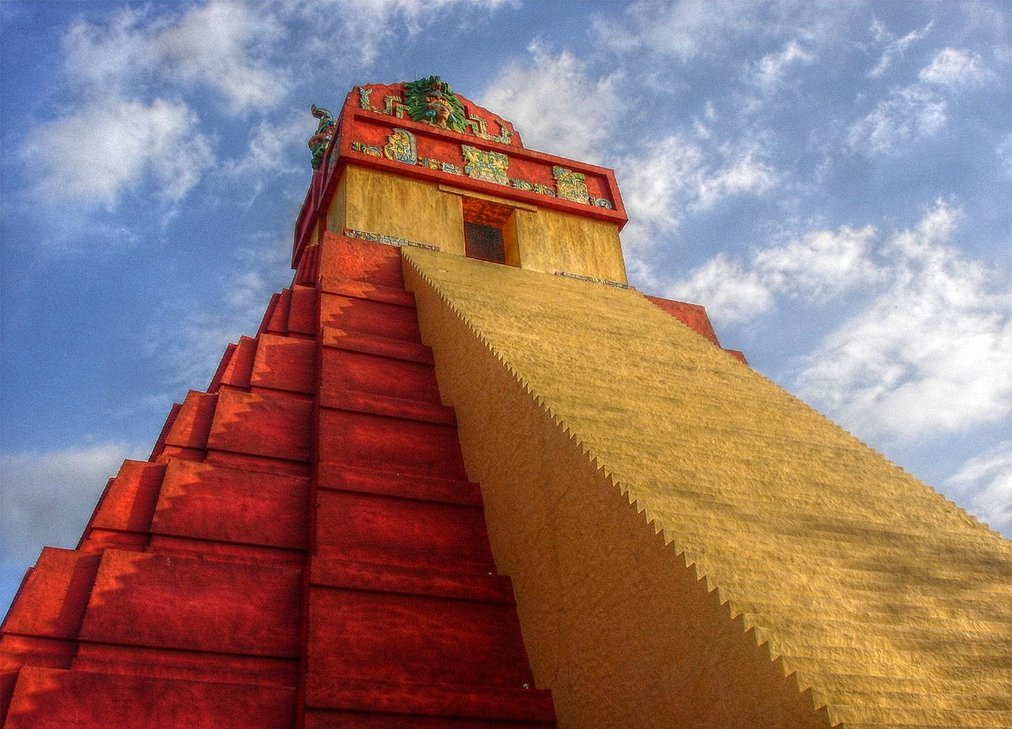
Réplica del Templo del Gran Jaguar en Tikal

| Año  | Asistencia Total |
| ---- | ---------------- |
| 2017 | 826 513          |
| 2018 | 729 775          |
| 2019 | 818 342          |
| 2020 | 130 535          |
| 2021 | 374 112          |
| 2022 | 741 413          |

### Arquitectura e historia
Además de sus montañas rusas, Xetulul también es conocido por su arquitectura. El parque presenta reproducciones arquitectónicas de muchos puntos de referencia de todo el mundo, incluida la Fontana de Trevi, Moulin Rouge y el Templo Tikal del Gran Jaguar . El parque está dividido en siete plazas, que presentan arquitectura de un total de seis países, incluidos Francia, Alemania, Guatemala, Italia, España y Suiza . Cada estilo de arquitectura nacional se presenta en su propia plaza única.
El nombre "Xetulul" origina del Idioma quiché, y significa "bajo el Zapote". Actualmente se planea expandir Xetulul con la adición de un campo de golf y un centro de convención.

## Reconocimientos

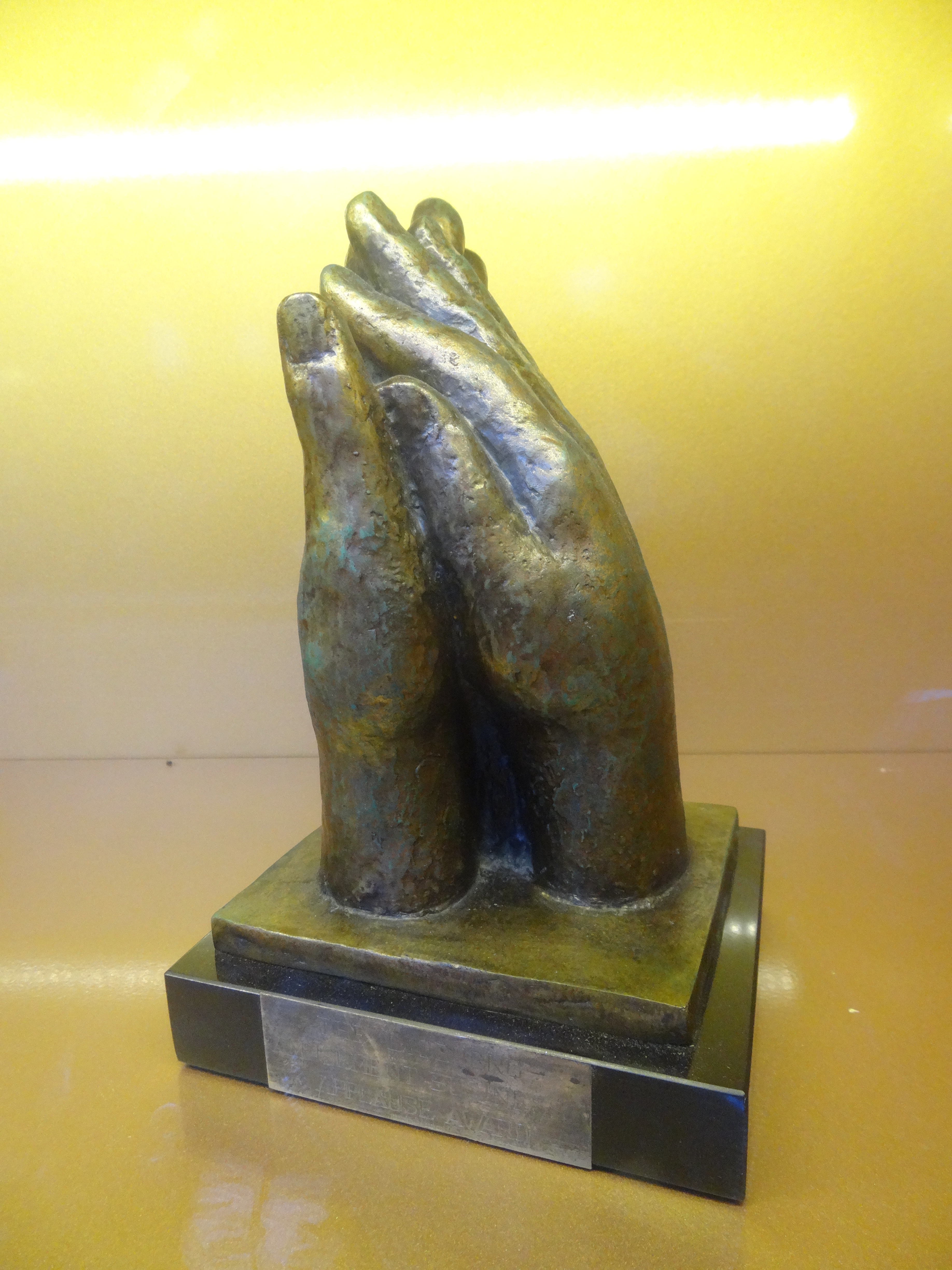
The Applause Award

El gran parque de diversiones es uno de los dos parques del IRTRA que ha ganado reconocimientos internacionales además es el único parque de diversiones en Centroamérica en ganar un premio internacional.

### The Applause Award 2008
El premio aplauso es el premio más importante y prestigioso que se le otorga a los parques de diversiones entregado por un parque de diversiones de fama mundial ubicado en Suecia y se entrega cada dos años y ese 2008 Xetulul fue el primer parque temático de Latinoamérica en ganar el prestigioso premio.